# Симург
Симург или Симорг је митолошка птица из иранске митологије. У уметности се представља као крилато створење са телом пауна, главом пса и канџама лава, које је толико велико да је способно да понесе слона или кита. Уместо псеће главе некада се приказује са људским ликом. Такође, замишља се као симбиоза сисара и птице, то јест, као птица која може да доји младе, и на тај начин оличава симбиозу неба и земље. Обично је женског пола и доброћудно је према људима. Симург се појављује у неколико персијских митова о стварању света, а понекад се истиче да је створење толико старо да је преживело три смака света из прошлости.
Симург се појављује у уметничким делима и легендама током свих периода иранске историје, нарочито током персијског и сасанидског периода. Такође, биће је присутно у грузијској, јерменској и византијској култури, као и другим културама које су биле у контакту са Персијом. Као књижевни лик појављује се у „Шахнамеји” или „Књизи краљева”, где је Симург биће које је спасило и отхранило напуштеног принца Зала. У суфизму, пре свега у поеми „Говор птица”, појављује се као метафора за Алаха.